# 小鶴線
小鶴線（しょうかくせん、こつるせん、こづるせん）とは、京都府南丹市日吉町の殿田駅（現・日吉駅）から、福井県小浜市の小浜駅までを結ぶ予定であった未成鉄道路線。

## 歴史

### 年表
鉄道敷設法の別表「79.京都府殿田附近ヨリ福井県小浜ニ至ル鉄道」として計画される。
- 1922年（大正11年）4月11日：予定線となる。
- 1944年（昭和19年）2月25日 省営自動車名田荘線（小浜-納田終間）貨物運輸営業開始[1]
- 1951年（昭和26年）：ほぼ同ルートに現国道162号の一部が開通し、国鉄の路線バスが運行開始される。
- 1962年（昭和37年）3月29日：調査線となる。
- 1964年（昭和39年）6月25日：3月に発足した日本鉄道建設公団の工事線（A線）となる。
- 1971年（昭和46年）：国鉄の路線バスが廃止となる。
- 1980年（昭和55年）：日本国有鉄道経営再建促進特別措置法（国鉄再建法）の公布・施行に伴い、建設予算が凍結される。この時点で未着工であった。
- 1987年（昭和62年）：鉄道敷設法廃止により計画の法的根拠を喪失。

### 概要
歴史的に京都と「海のある奈良」として古代より若狭地方の中心都市であった小浜とのつながりは深かった。近世に入ると、京都と小浜をはじめとした若狭とを結ぶ街道はバリエーションルートも含めると十数本の多きにわたった。中でも、京都市内から中川 - 小野郷（現在の京都市北区）を経て細野 - 周山 - 上弓削（現在の京都市右京区、旧北桑田郡京北町）から深見峠を越えて安掛 - 平屋 - 静原 - 鶴ヶ岡（現在の京都府南丹市、旧北桑田郡美山町）で京都・福井府県境を越えて納田終 - 久坂 - 口名田を経て小浜に達する街道は峠の難所が多かった。難所の峠は、福井県大飯郡おおい町（旧遠敷郡名田庄村）納田終と京都府南丹市（旧北桑田郡美山町鶴ヶ岡地区）の間にある堀越峠が日本百名峠（井出孫六著）にもあげられるほどであり、このほかにも深見峠、栗尾峠、笠峠などの難路を抱えていた。
この街道は、明智光秀が天正年間の丹波平定作戦時に築城して以来、北桑田郡の中心となった周山を通り、郡内を縦貫して京都と小浜とを結ぶ重要な道路であったことから、周山街道（後の国道162号）と呼ばれ、小浜から上中 - 熊川 - 保坂 - 朽木 - 葛川 - 途中 - 大原 - 八瀬を経て京都市内に至る通称「鯖街道（後の国道303、367号）」ともども京都と小浜を結ぶ物流の重要な路線であった。そのため、明治以降は馬車や大八車、後には自動車が通れるように道路改良が進められていった。
しかし、鉄道での連絡は、明治時代に敦賀には北陸本線が、舞鶴には阪鶴鉄道（後の福知山線、舞鶴線および山陰本線の一部）がすでに到達していたが、小浜に鉄道が開通したのはすでに大正時代に入った1918年（大正7年）のことであり、最も結びつきの深い京都に出るためには舞鶴ないしは敦賀から迂回せざるを得ず、最短コースで京都と結ぶ鉄道の開通が望まれていた。
また、この地域は北山杉や京都大学芦生演習林で知られるように林産資源の豊富な地域であり、山陰本線が殿田駅、次いで和知駅まで開業すると、由良川や桂川をいかだ流しで木材をこれらの駅まで運び、出荷していた。このほかにも箪笥や木炭の製造も盛んであったほか、平時には電池の芯や白熱灯のフィラメントとして、戦時には銃砲弾の弾頭として用いられる、マンガンやタングステンといった希少金属の鉱床がこの地域に広く薄く分布しており、鉱山からの搬出も馬車等で殿田、和知の両駅まで行われていた。
こうして当線は若狭と京都をショートカットし、地方開発に有用な路線であったことから鉄道敷設法上の予定線となり、地元選出代議士磯部清吉らの熱心な運動の甲斐もあり、1928年（昭和3年）の帝国議会ではその建設が議決された。起点駅が殿田とされたのは、小浜から京都への最短経路をとる際に、当駅から桂川支流の田原川を遡上して、海老坂、神楽坂のどちらかの峠を越えれば堀越峠手前までの旧美山町域と、堀越峠北側の納田終 - 小浜間は工事が容易であったことと、周山を経由した場合には途中で山陰本線上のいずれかの駅に出る場合に遠回りとなるが、周山から殿田まではすでにバスやトラックの便もあり、新線が開通した際に旧日吉町域東部の四ツ谷地区に駅を設ければ、周山をはじめとした旧京北町域の利便性が向上すると考えられたからである。併せて、大正末期から昭和初期にかけて周山街道の改修も進み、同時に地元からの陳情もあったことから、1937年（昭和12年）7月から京都と当線をショートカットする、京都 - 周山 - 鶴ヶ岡間の省営バス京鶴線（後に国鉄バスを経て現在の西日本ジェイアールバス高雄・京北線および南丹市営バス）の運行を開始した。
その後、調査線に昇格した際に、路線名を小浜と鶴ヶ岡（現南丹市美山町鶴ヶ岡地区）の頭文字から小鶴線と付けられた。本来ならば旧分国名から一字を選んで若丹（あるいはその逆）線とするか、起終点駅名から一字を選んで小殿線とするかのどちらかであるが、あえて鶴ヶ岡から選んだのは、すでに開通していた国鉄バス京鶴線によるところが大きい。このような命名法は他に大糸線（信濃大町と糸魚川）があるくらいで、珍しい事例である。
戦後も建設促進運動は盛んで、沿線の森林・観光資源の開発や若狭湾一帯に建設されようとしていた原子力発電所等の電源開発、北陸と京都・山陽方面へのショートカット路線となることが建設理由に掲げられていた。しかし、戦後のモータリゼーションの進展は早く、1951年（昭和26年）には堀越峠に国道162号の一部が開通し、水害や雪害などの自然災害に悩まされながらも自動車の通行が可能となった。その後も1974年（昭和49年）の堀越トンネル開通などによって同国道の整備が推進されたことから物流の主力はトラックに切り替わった。また、林業の低迷や鉱山の廃坑、エネルギー革命による木炭製造の壊滅的な打撃によって沿線人口が減少したことと、国道開通と同時に京都 - 小浜間の運行を始めた国鉄バスも、堀越峠が自然災害で不通になるために満足に走っている期間は短く、利用者が少なく1960年代後半には鶴ヶ岡 - 納田終間が休止状態となり、国鉄バス末期の1980年代後半に正式に廃止されてしまった。また、1974年（昭和49年）に滋賀県西部を通る湖西線が開通すると、京都 - 小浜のルートは湖西線 - 近江今津駅 - 国鉄バス（現在の西日本ジェイアールバス）若江線がメインとなり、若狭地区も全長が小鶴線より短く、湖西線と直通する琵琶湖若狭湾快速鉄道の誘致に熱心となり、さらには舞鶴若狭自動車道・京都縦貫自動車道といった高速道路の相次ぐ開通もあって、過疎地域を通る小鶴線は顧みられなくなってしまった。
このように社会構造が激変したため、福井県、京都府それぞれから熱心な陳情があっても、赤字が見込まれるため着工がなされなかった。なお、計画されている北陸新幹線敦賀駅以南の建設案の一つである若狭ルートは、当路線に近い地域を経由する。

## 駅一覧
殿田駅（現・日吉駅） - 美山駅 - 鶴ヶ岡駅 - 納田終駅 - 名田庄駅 - 小浜駅
- このほかにも、旧日吉町域では町内東部の四ツ谷地区に、旧美山町内には宮脇地区に、小浜市内では口名田地区に駅がそれぞれ建設される可能性がある。

## 接続路線
- 殿田駅：山陰本線
- 小浜駅：小浜線

## 関連するバス路線
現在、南丹市営バスが日吉駅から神楽坂トンネル経由で和泉行きの路線（美山園部線。休日は自然文化村行き）を設定しており、和泉で鶴ヶ岡方面行きの路線に乗り換えてルートをたどることが可能である（和泉発着の福居線の田土が、かつて国鉄バス京鶴線が小浜まで走っていたルートの最北にあたる）。ただし休日は和泉より手前の宮脇でルートが変わり和泉には行かないため、宮脇・和泉間は別系統のバスを利用する必要がある。福井県側は、国鉄バス→西日本ジェイアールバス名田庄線が2002年3月限りで撤退した後は、大和交通の代替バスが小浜から棚橋（旧・納田終）まで運行をおこなっている。